# Amancio Francisco Benítez Candia
Amancio Francisco Benítez Candia (* 10. Februar 1973 in Cerroguy-Itapé, Departamento Guairá, Paraguay) ist ein paraguayischer Geistlicher und römisch-katholischer Bischof von Benjamín Aceval.

## Leben
Amancio Francisco Benítez Candia empfing am 24. April 1999 das Sakrament der Priesterweihe.
Am 16. Juni 2018 ernannte ihn Papst Franziskus zum Bischof von Benjamín Aceval. Der Erzbischof von Asunción, Edmundo Ponziano Valenzuela Mellid SDB, spendete ihm am 4. August desselben Jahres die Bischofsweihe; Mitkonsekratoren waren der Bischof von Caacupé, Ricardo Jorge Valenzuela Ríos, und der emeritierte Bischof von Benjamín Aceval, Cándido Cárdenas Villalba.